# Pontils
Pontils ist eine Gemeinde (Municipio) mit 123 Einwohnern (Stand: 2024) im Südosten Kataloniens in Spanien. Die Gemeinde gehört zur Comarca Conca de Barberà. Zur Gemeinde gehören neben dem Hauptort Pontils die Ortschaften San Magín de Rocamora, Santa Perpètua de Gaià, Seguer, Valldeperes und Vallespinosa sowie die Wüstung Viladeperdius.

## Lage
Pontils liegt 40 Kilometer nordnordöstlich von Tarragona in einer durchschnittlichen Höhe von ca. 575 m. 

## Bevölkerungsentwicklung
| Jahr      | 1970 | 1981 | 1991 | 2001 | 2011 | 2021 |
| Einwohner | 130  | 91   | 110  | 147  | 134  | 138  |

## Sehenswürdigkeiten
- Burganlage von Seguer
- Burganlage und Marienkirche von Santa Perpètua de Gaià
- Burganlage und Marienkirche von Vallespinosa
- Marienkirche von Pontils
- Michaeliskapelle von Montclar
- Heiligtum von Sant Magí de Brufaganya

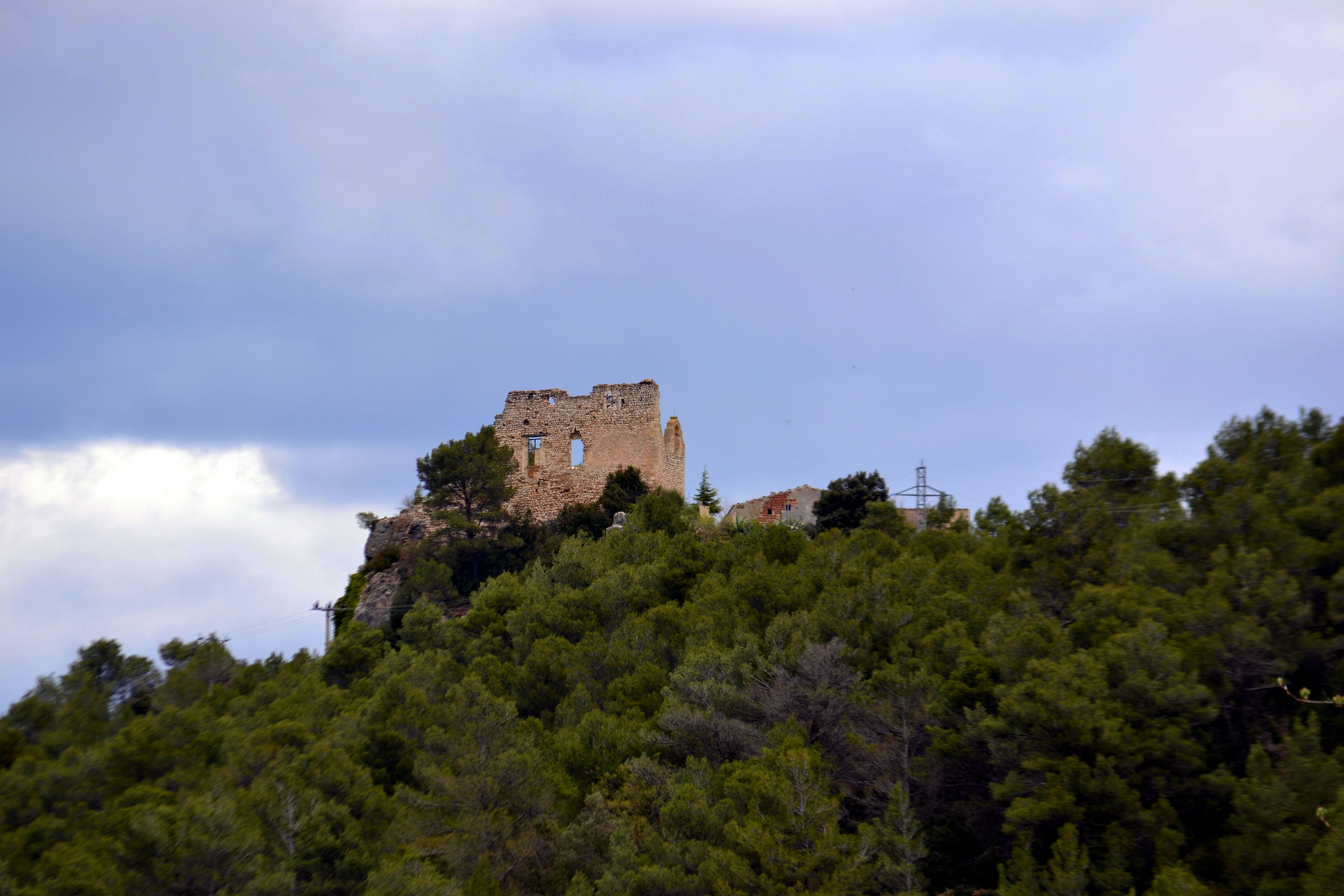
Burganlage von Seguer
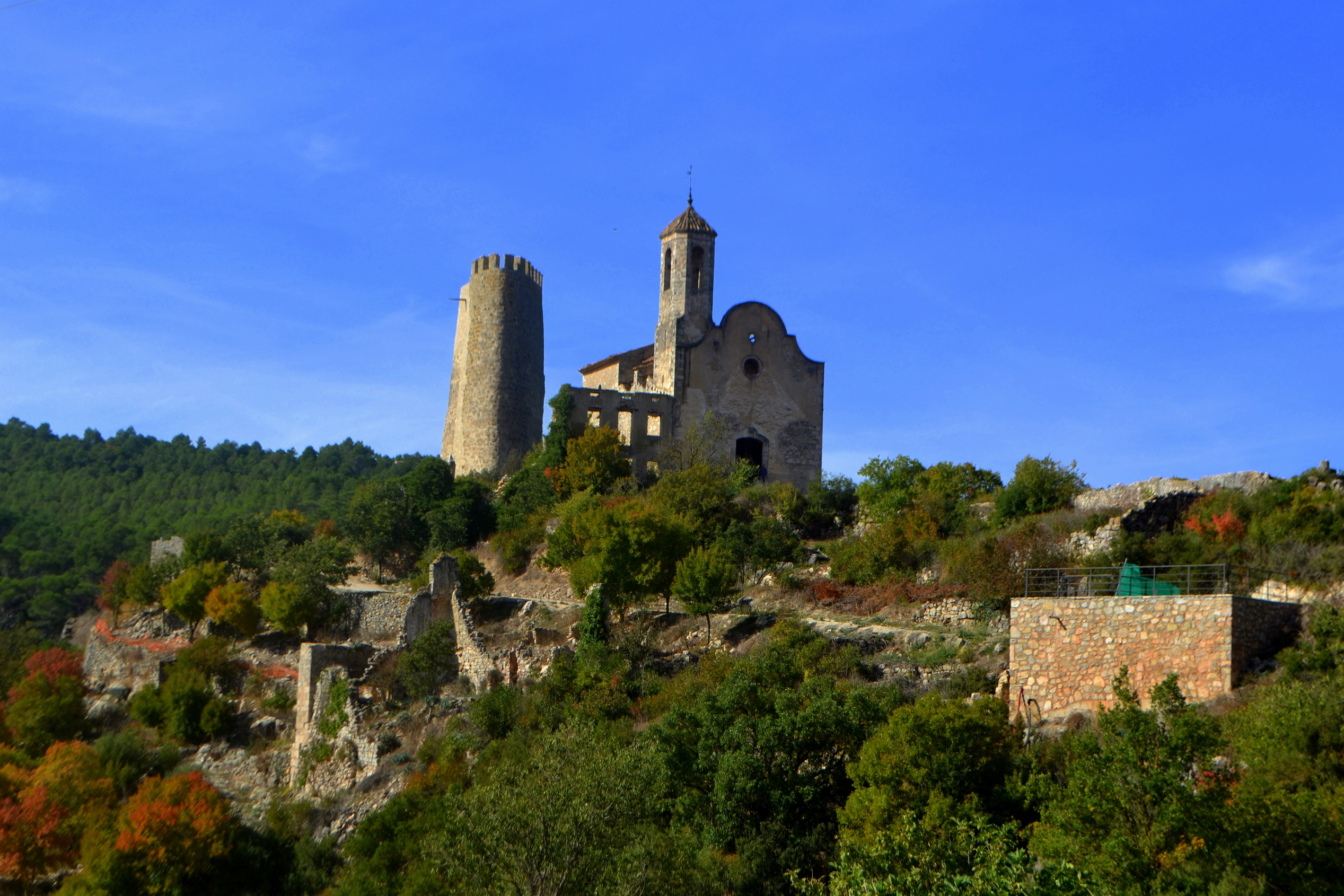
Marienkirche von Santa Perpètua de Gaià
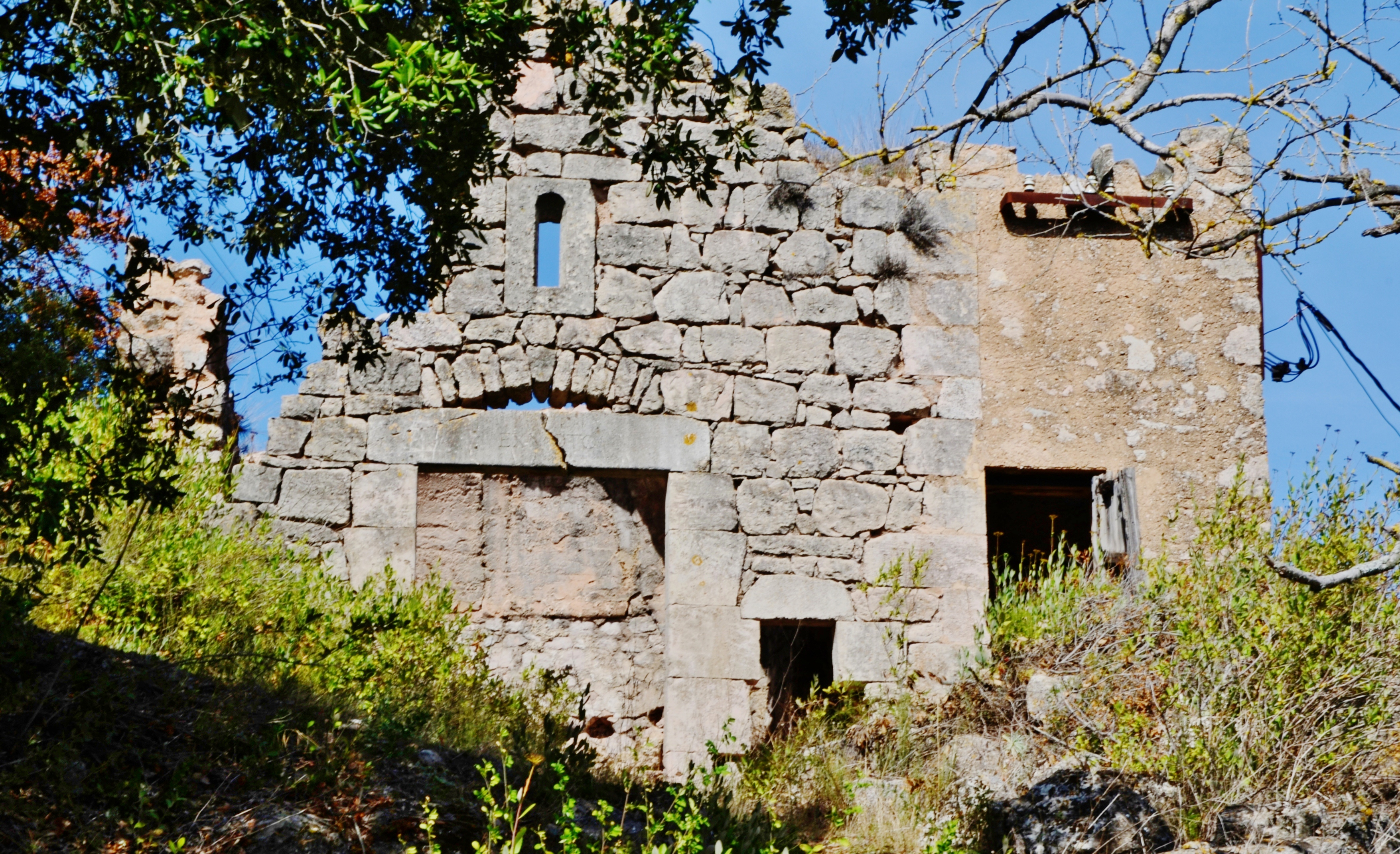
Burganlage von Vallespinosa
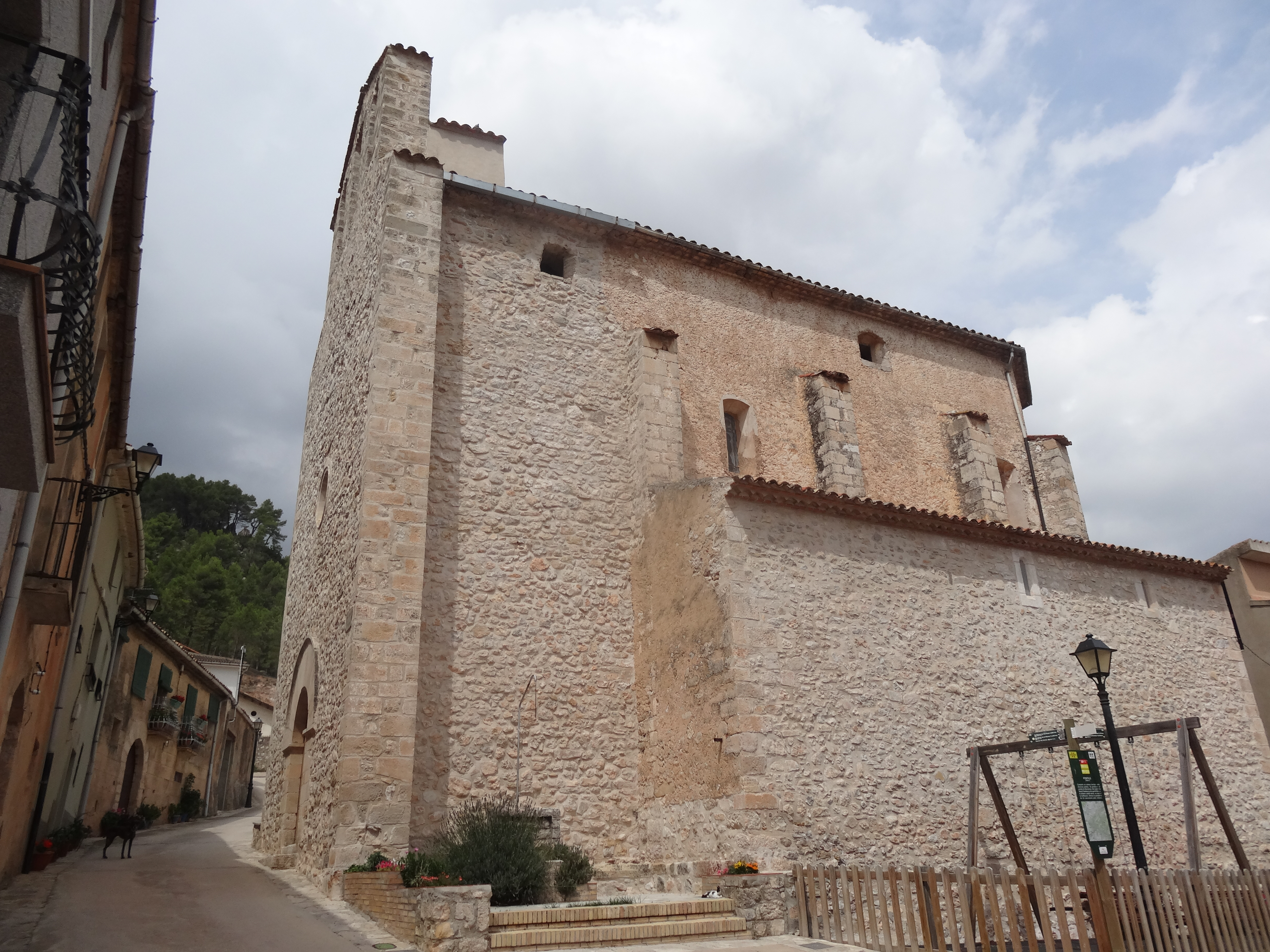
Marienkirche von Pontils
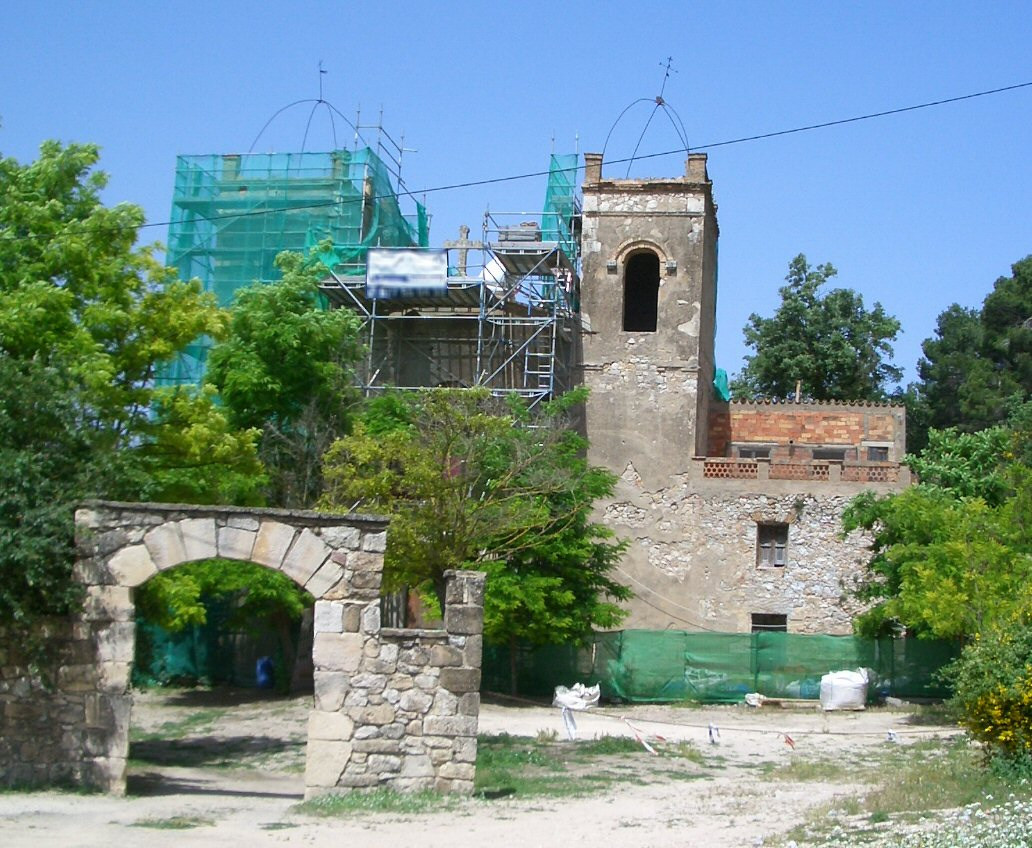
Heiligtum von Sant Magí de Brufaganya
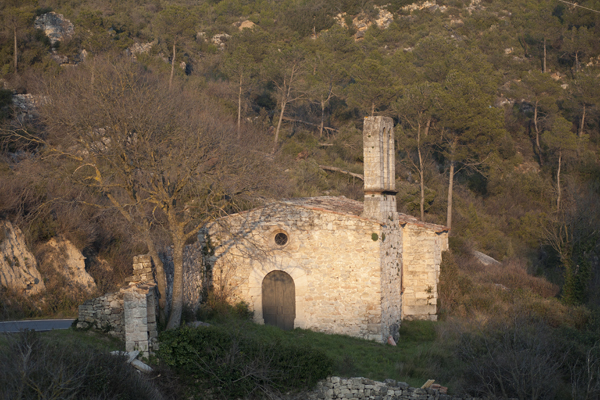
Michaeliskapelle
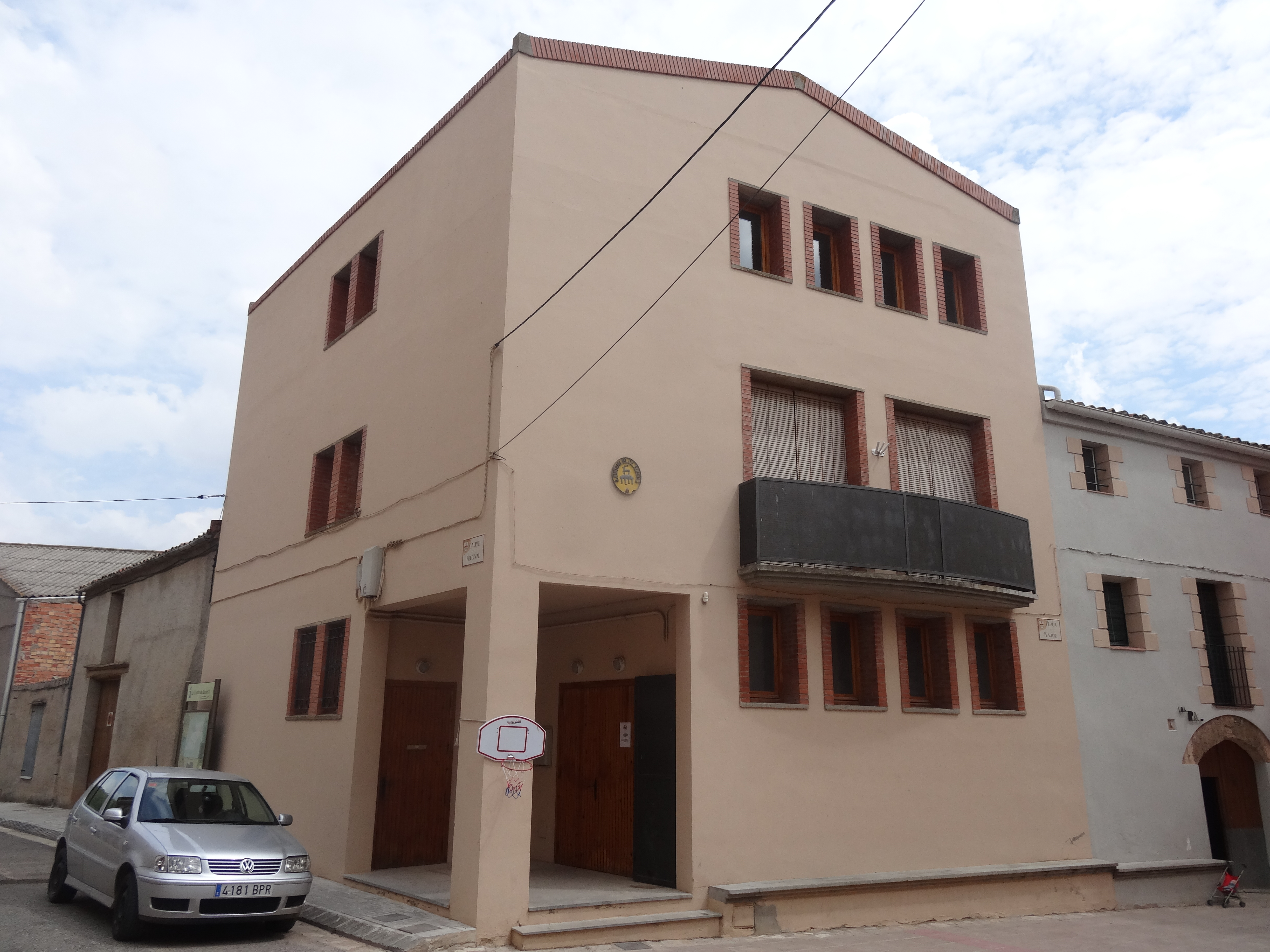
Rathaus